# Es-cha-Hütte
Die Es-cha-Hütte oder Chamanna d’Es-cha ([tɕɐˌmanɐˈdeːʃtɕɐ]ⓘ, Rätoromanisch) ist eine Berghütte der Sektion Bernina des Schweizer Alpen-Clubs (SAC) im Schweizer Kanton Graubünden. Sie liegt in den Albula-Alpen auf 2594 m ü. M. Höhe über dem Oberengadin am Südfuss des Piz Kesch, einem der acht als «Ultra» bezeichneten Berge in der Schweiz mit über 1500 Metern Prominenz. Das Panorama bei der Hütte umfasst unter anderem die Berninagruppe.

## Geschichte
Die Es-cha-Hütte wurde 1934 von der Sektion Bernina des SAC gebaut, 1989 um- und ausgebaut und von 2019 bis 2020 weiter umgebaut.
Die Hütte bietet 50 Schlafplätze und ist in der Sommersaison von Mitte Juni bis Mitte Oktober sowie in der Wintersaison von Ende Februar bis Mitte April bewirtschaftet.

## Zustiege
Die Hütte ist im Sommer in 2½ Stunden von Madulain und in 3 Stunden von Zuoz  via Alp Es-cha Dadour sowie in 2 Stunden von Punt Granda an der Albulapassstrasse via die Fuorcla Gualdauna erreichbar. Im Winter ist nur der Zugang von Madulain und Zuoz möglich, da die Albulastrasse geschlossen ist.

## Touren
Die Hütte eignet sich für Rundwanderungen und Gipfelziele, Gletscher- und Skitouren, zum Beispiel auf den Piz Kesch. Sie eignet sich für Familien und ist Etappenort der Bündner Hauteroute und des «Kesch-Trek», einer mehrtägigen Wanderung zwischen dem Engadin und Davos. 
Auf der Nordseite des Piz Kesch liegt die Kesch-Hütte, die von der Chamanna d'Es-cha auf dem weiss-blau-weiss markierten Weg über die Porta d'Es-cha und den Porchabella-Gletscher in 2 ½ Stunden oder über die Fuorcla Pischa 2781 m ü. M. und das Val Plazbi in 5–6 Stunden erreicht werden kann.

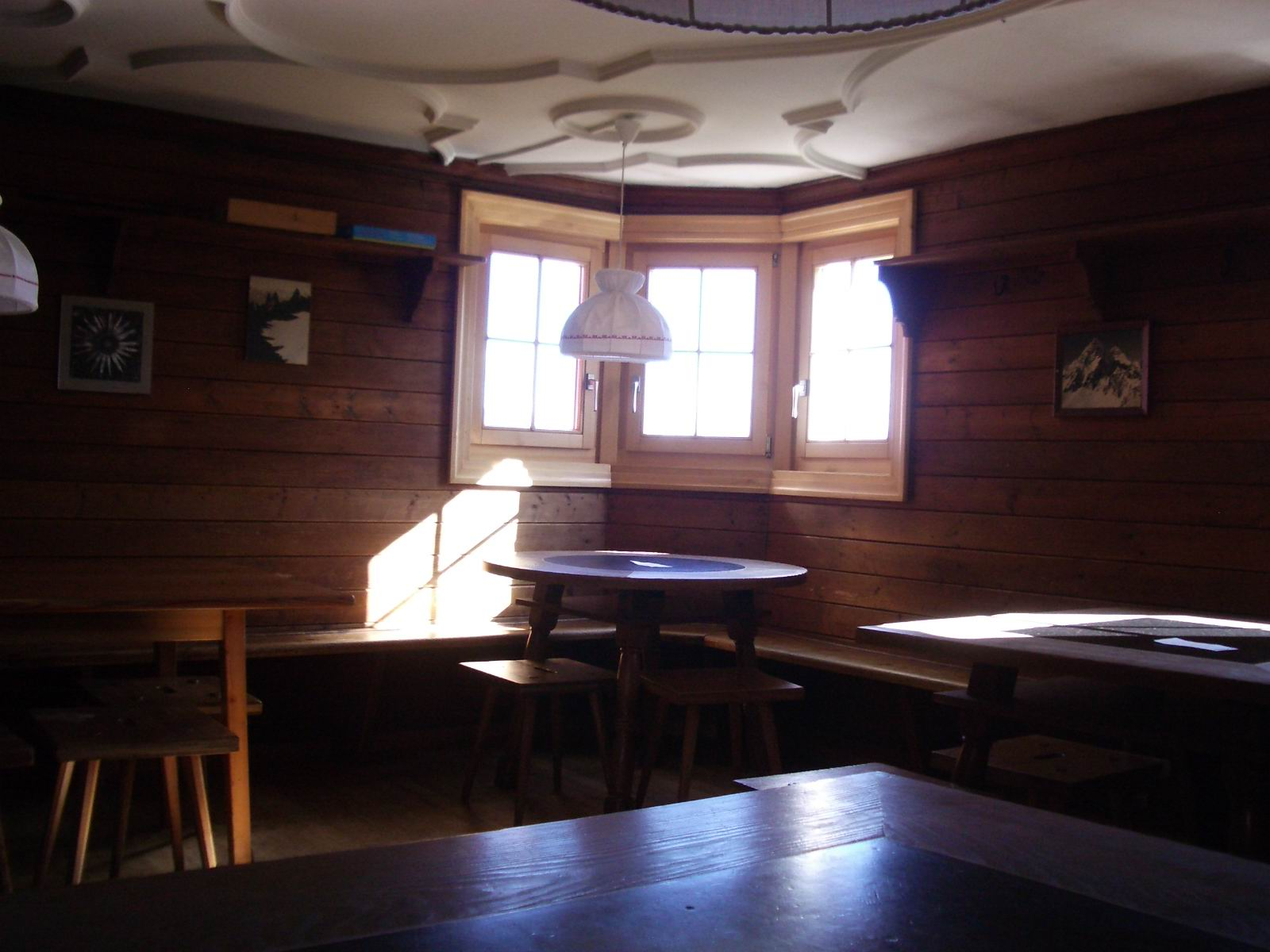
Hüttenstube "Stüva"
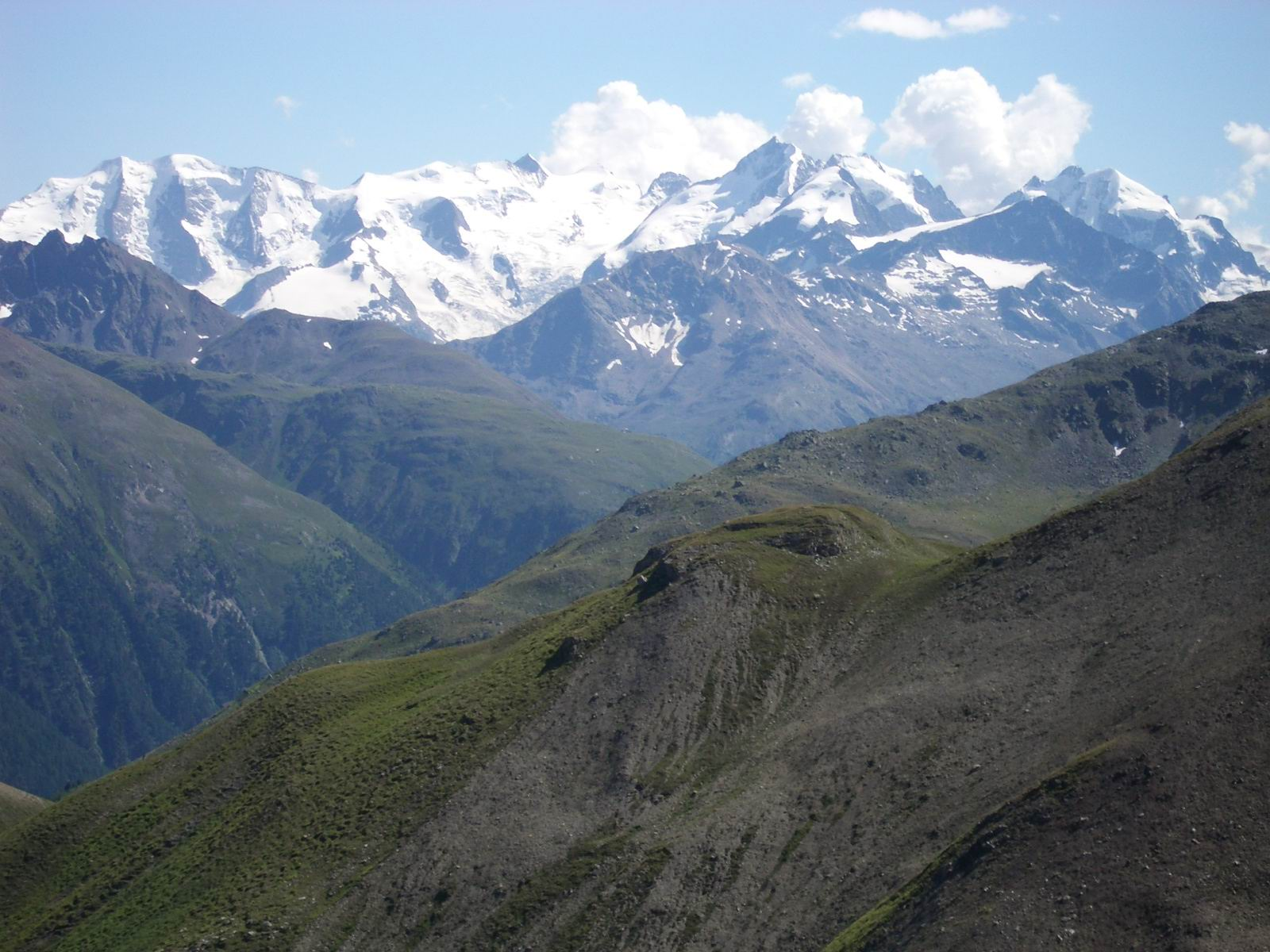
Blick von der Hütte auf die Berninagruppe
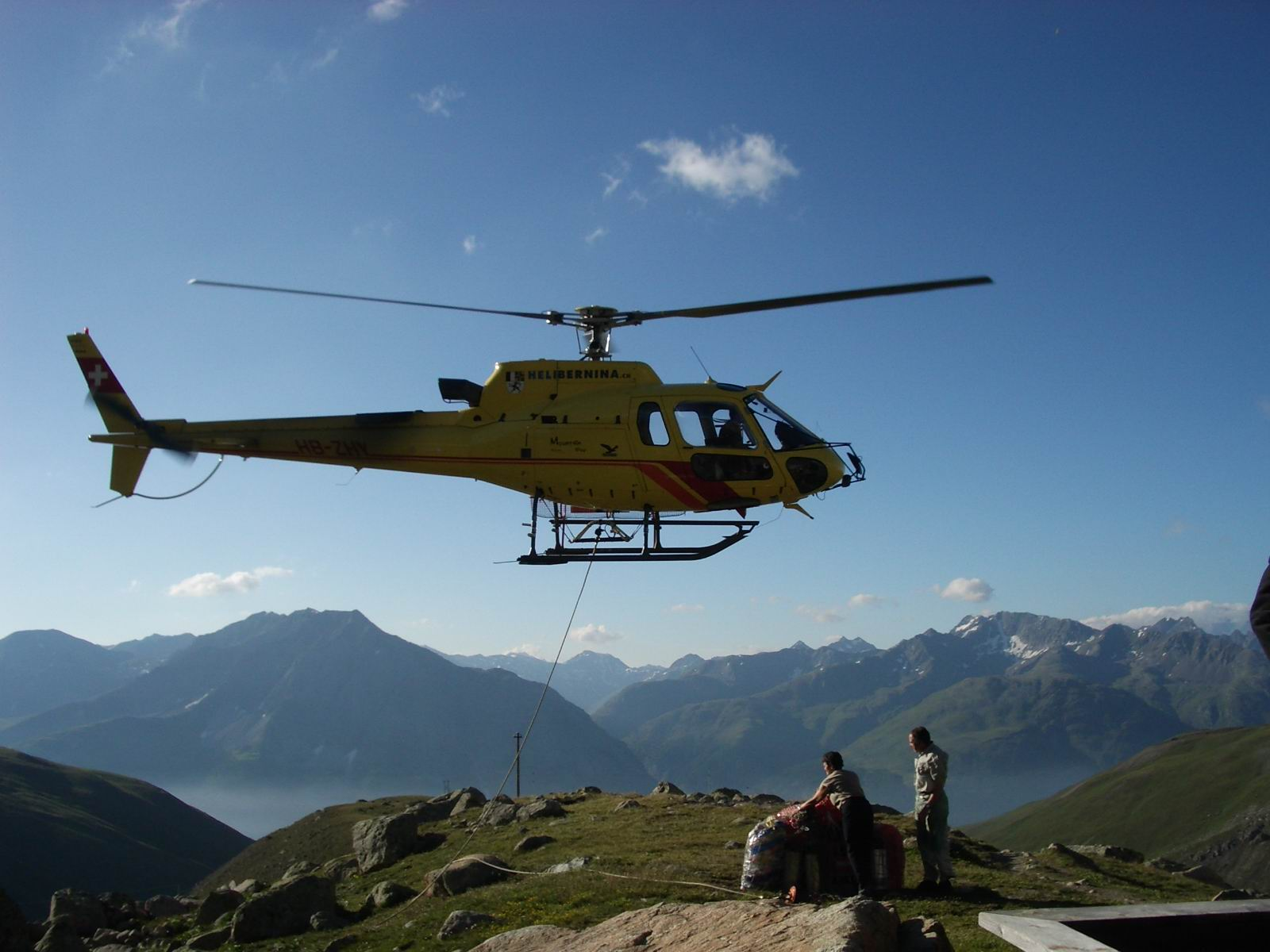
Nachschub für die Hütte
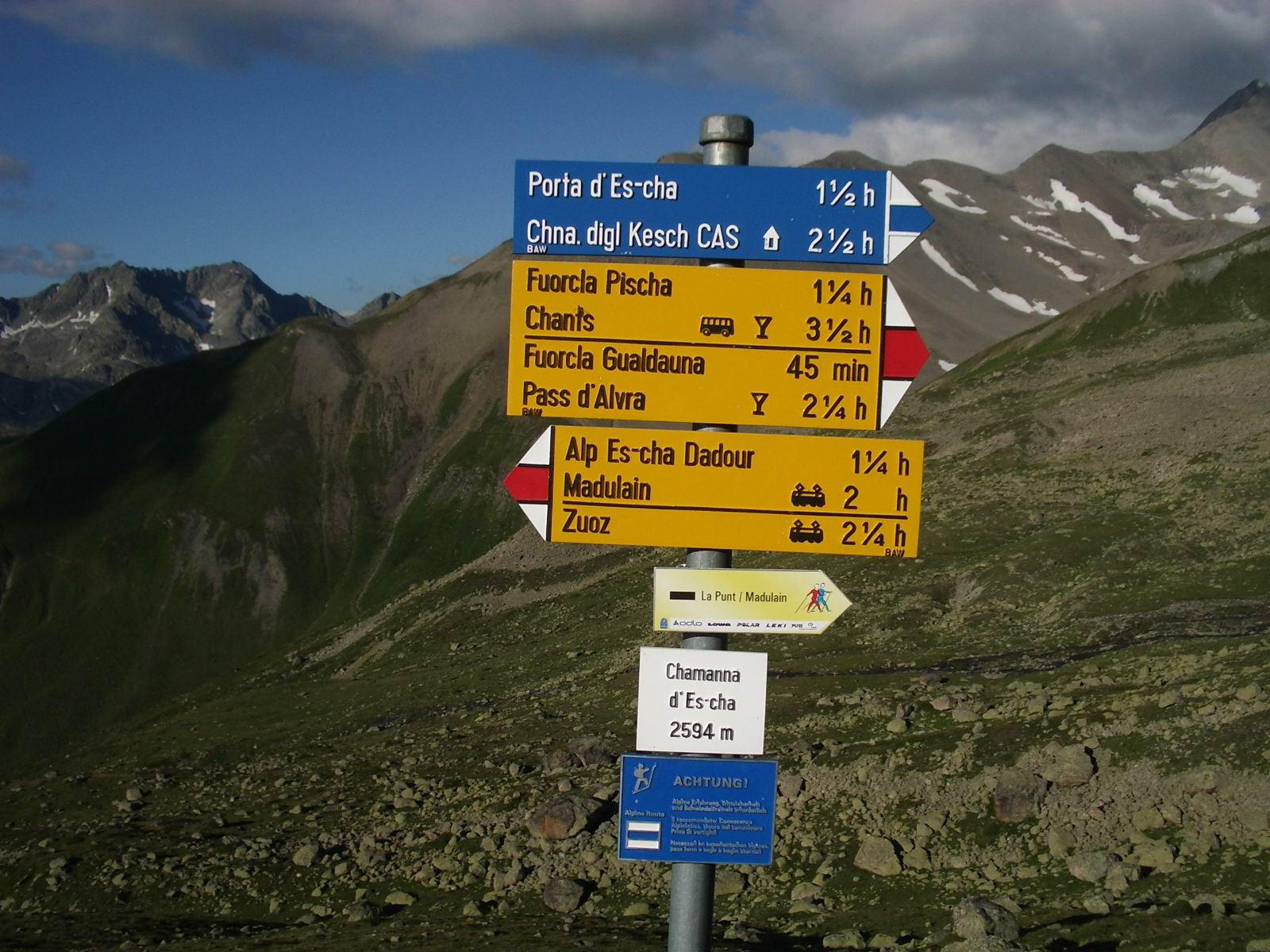
Wanderwegweiser bei der Hütte